# Jirō Matsumoto
Jirō Matsumoto (松本次郎?, Matsumoto Jirō; Nerima, 20 agosto 1970) è un fumettista giapponese.
È autore del manga Freesia.

## Opere

### Pubblicate in Giappone
- Wendy ( ウエンディ?), Ohta Publishing, 2000, ISBN 978-4872335217.
- Netsutai no Citron ( 熱帯のシトロン?), Ohta Publishing, 2001, ISBN 978-4872335613.
- Freesia ( フリージア?), collana IKKI, Shōgakukan, 2003-2009.
- Mikai no Hoshi ( 未開の惑星?), Ohta Publishing, 2003, ISBN 978-4872335613.
- Yuretsuzukeru ( ゆれつづける?), Ohta Publishing, 2005, ISBN 978-4872339314.
- Kakumeigo no gogo  ( 革命家の午後 ?), Ohta Publishing, 2007, ISBN 978-4778320430.
- Becchin to Mandara ( べっちんとまんだら?), Ohta Publishing, 2009, ISBN 978-4778321000.
- Jigoku no Alice  (地獄のアリス?), Shūeisha, 2010.
- Zenryou Naru Itan no Machi (善良なる異端の街?), Bbmf Magazine, 2010, ISBN 978-4766334869.
- Joshi Kouhei (女子攻兵 ?), Shinchosha, 2011.
- Ichigeki  (いちげき?), LEED Publishing CO.,Ltd, 2016-2020.

### Pubblicate in Italia
- Alice in hell, Flashbook, 2014.
- Freesia, traduzione di Valentina Vignola, Goen, 2015-2019.
- Becchin & Mandala, traduzione di Alice Pennacchiotti, Goen, 4 luglio 2019, ISBN 978-8867125555.
- Colpo mortale, traduzione di Simona Holme, Goen, 2021-2022.